# Karl Kirchgeßner

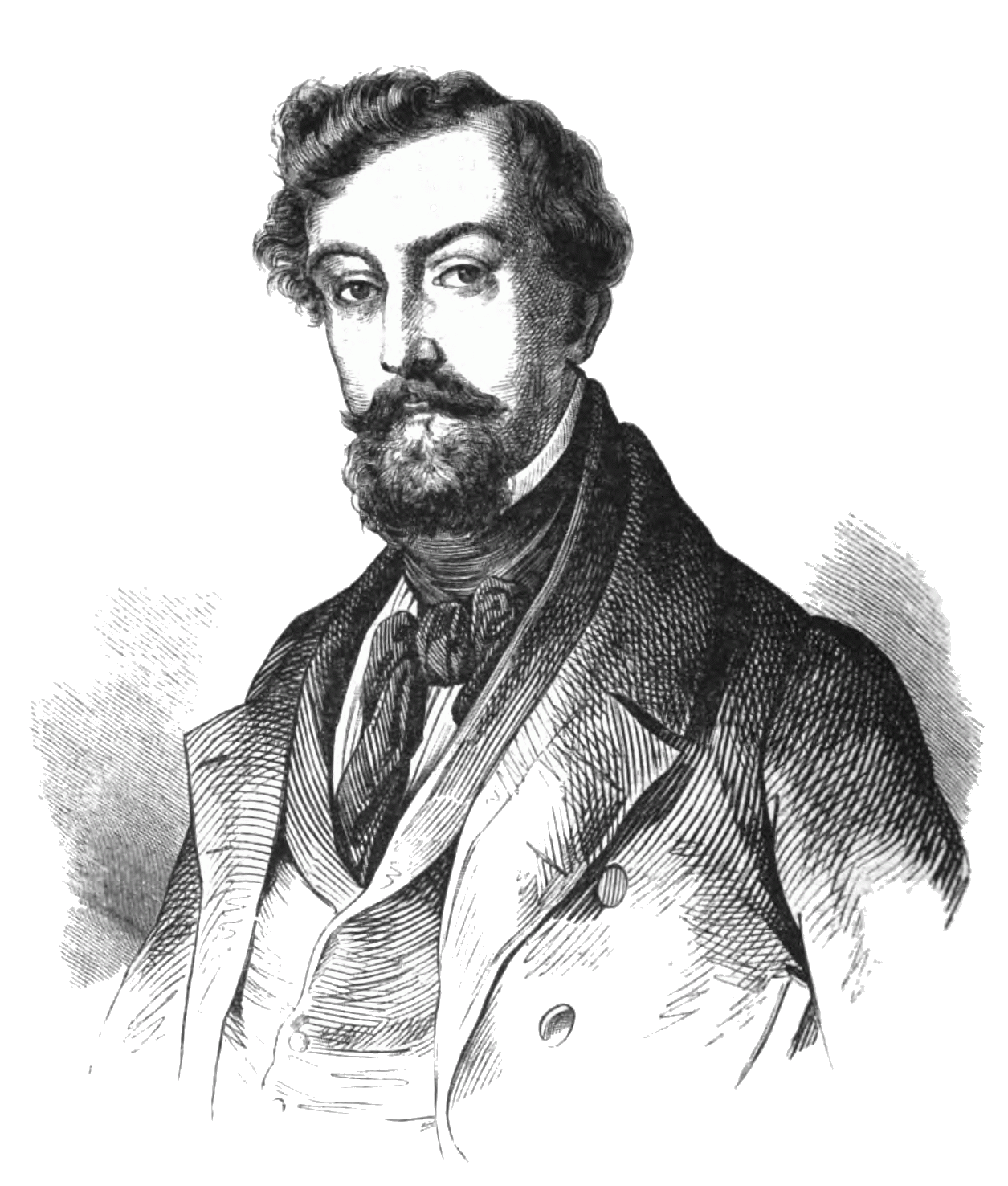
„Advokat Kirchgeßner, Präsident der bayrischen Kammer der Abgeordneten“ (Illustrirte Zeitung, 17. Juni 1848)

Karl Kirchgeßner (* 14. Juli 1807 in Würzburg; † 13. September 1858 ebenda) war königlicher Advokat in Würzburg und Präsident der Kammer der Abgeordneten.

## Leben
Karl Kirchgeßner besuchte das Königliche Gymnasium zu Würzburg studierte von 1824 bis 1828 Rechtswissenschaften in Würzburg und wurde dort zum Dr. jur. promoviert. Ab 1838 arbeitete er in Würzburg als Anwalt.

## Politische Aktivitäten
1845 wurde Karl Kirchgeßner zum Landtagsabgeordneten und in den Gesetzgebungsausschuss der Abgeordnetenkammer gewählt. Er vertrat gemäßigt liberale Positionen und war Verfechter der konstitutionellen Monarchie: „Ich zweifle nicht, daß meine Überzeugung auch jene meiner Wähler sein wird, daß dem deutschen Volke mit einer freisinnigen Reichsverfassung mit einer konstitutionellen Monarchie mehr gedient sein wird, als mit der Republik, von der ich in gegenwärtig bewegter Zeit nicht lauter Gutes ahne.“
Kirchgeßner vertrat zwischen Anfang März und Anfang April 1848 die bayerische Regierung im Siebzehnerausschuss des Deutschen Bundestags.
Vom 1. Juni 1848 bis zum 6. Juni 1849 war Kirchgeßner Mitglied der Frankfurter Nationalversammlung für Weiler-Lindau. Zwischen 3. Januar und 13. April 1849 war er 2. Vizepräsident der Frankfurter Nationalversammlung. In Frankfurt gehörte er dem Württemberger Hof an.
Kirchgeßner war 1845 bis 1856 Abgeordneter in der Bayerischen Kammer der Abgeordneten. Dort war er ab dem 22. September 1847 1. Sekretär, ab dem 18. März 1848 2. Präsident und ab dem 26. März 1848 1. Präsident der Kammer der Abgeordneten.